# Rambo (film)
Rambo (även känd som Rambo IV) är en amerikansk film som hade biopremiär i USA den 25 januari 2008. Det är den fjärde filmen i Rambo-serien och Sylvester Stallone gör återigen rollen som John Rambo.

## Handling
John Rambo har dragit sig tillbaka till ett stilla liv som fiskare vid en flod i norra Thailand och har svurit att hålla sig borta från allt våld. Men när han märker att flera kristna hjälparbetare, som ber om hans hjälp att ta sig in i Myanmar flodvägen, aldrig återvänder, får det honom att för första gången på nästan tjugo år att tveka kring sitt antivåldslöfte. Rambo får besök av en missionär som vill ha hjälp att hitta sina kolleger som denne misstänker tillfångatagits av den burmesiska militärjuntan. Sedan åker Rambo tillsammans med en grupp legosoldater in i Burma för att frita missionärerna.

## Rollista (i urval)
- Sylvester Stallone – John Rambo
- Julie Benz – Sarah Miller
- Matthew Marsden – Schoolboy
- Graham McTavish – Lewis
- Tim Kang – En-Joo
- Rey Gallegos – Diaz
- Jake La Botz – Reese
- Maung Maung Khin – Tint
- Paul Schulze – Michael Burnett
- Cameron Pearson – Jeff - Missionär #4
- Thomas Peterson – tandläkare - missionär #2
- Tony Skarberg – videofilmare - missionär #3
- James Wearing Smith – predikant - missionär #5

## Om filmen
- Inspelningarna startade den 23 februari 2007.
- Filmen hade biopremiär i Finland den 22 februari den 2008 och Sverigepremiär den 7 mars samma år.[2]

## Mottagande i Sverige
Recensioner av tidningar i urval:
- Aftonbladet - 3/5[3]
- Expressen - 1/5[4]
- Metro - 3/5[5]